# پاول پاترا
پاول پاترا (انگلیسی: Pavel Patera؛ زادهٔ ۶ سپتامبر ۱۹۷۱) بازیکن هاکی روی یخ اهل جمهوری چک بود.